# EM i curling 1975
Europamesterskabet i curling 1975 for herre- og kvindehold var det første EM i curling. Mesterskabet blev arrangeret af European Curling Council, og turneringen blev afviklet i arenaen Palais des Sports i Megève, Frankrig i perioden 11. - 14. december 1975. Mesterskabet havde deltagelse af otte herre- og syv kvindehold. 
Norges hold fra Bærum Curling Club med Knut Bjaanæs som kaptajn blev de første europamestre for mænd efter at have slået Sverige 7-6 i finalen. Bronzemedaljerne gik til Skotland, mens Danmark, som blev repræsenteret af et hold fra Hvidovre Curling Club med skipper Mogens Olsen i spidsen, måtte tage til takke med syvendepladsen.
Skotlands hold med Betty Law som kaptajn blev de første europamestre for kvinder efter sejr på 8-7 over Sverige i finalen. Bronzemedaljerne gik til Schweiz. Danmark deltog ikke i mesterskabet – først ved EM i 1978 begyndte Danmark også at stille med et kvindehold ved europamesterskaberne.

## Mænd
De otte hold mødtes alle-mod-alle (round robin-kampe), hvilket gav syv kampe til hvert hold. De to bedste hold efter round robin-kampene spillede finale om europamesterskabet.

### Round robin
| Draw | Kamp                   | Res.  | Kamp                 | Res.  | Kamp                    | Res.  | Kamp                   | Res.  |
| ---- | ---------------------- | ----- | -------------------- | ----- | ----------------------- | ----- | ---------------------- | ----- |
| 1    | Vesttyskland - Italien | 8-5   | Frankrig - Skotland  | 11-60 | Sverige – Norge         | 7-6   | Schweiz – Danmark      | 7-6   |
| 2    | Schweiz – Italien      | 10-70 | Norge – Frankrig     | 10-60 | Skotland – Vesttyskland | 8-6   | Sverige – Danmark      | 11-40 |
| 3    | Sverige – Schweiz      | 6-2   | Norge – Vesttyskland | 8-5   | Frankrig – Italien      | 8-4   | Danmark – Skotland     | 7-6   |
| 4    | Norge – Skotland       | 6-5   | Sverige – Italien    | 17-10 | Vesttyskland – Schweiz  | 13-10 | Frankrig – Danmark     | 10-40 |
| 5    | Norge – Italien        | 6-3   | Skotland – Schweiz   | 4-3   | Sverige – Frankrig      | 8-7   | Vesttyskland – Danmark | 3-2   |
| 6    | Skotland – Italien     | 6-5   | Schweiz – Frankrig   | 7-6   | Sverige – Vesttyskland  | 9-2   | Norge – Danmark        | 7-4   |
| 7    | Schweiz – Norge        | 6-2   | Skotland – Sverige   | 5-2   | Vesttyskland – Frankrig | 9-5   | Danmark – Italien      | 6-3   |

| Plac. | Hold         | Vundne | Tabte |
| ----- | ------------ | ------ | ----- |
| 1.    | Sverige      | 6      | 1     |
| 2.    | Norge        | 5      | 2     |
| 3.    | Skotland     | 4      | 3     |
| 4.    | Vesttyskland | 4      | 3     |
| 5.    | Schweiz      | 4      | 3     |
| 6.    | Frankrig     | 3      | 4     |
| 7.    | Danmark      | 2      | 5     |
| 8.    | Italien      | 0      | 7     |

### Finale
| Dato   | Kamp            | Res. |
| ------ | --------------- | ---- |
| 14.12. | Norge - Sverige | 7-6  |

### Samlet rangering
| Plac.  | Hold         | 4 (skip)         | 3                 | 2               | 1                         |
| ------ | ------------ | ---------------- | ----------------- | --------------- | ------------------------- |
| Guld   | Norge        | Knut Bjaanæs     | Sven Kroken       | Helmer Strømbo  | Kjell Ulrichsen           |
| Sølv   | Sverige      | Kjell Oscarius   | Bengt Oscarius    | Tom Schaeffer   | Claes-Göran "Boa" Carlman |
| Bronze | Skotland     | Ken Marwick      | Robert Smellie    | John Smith      | John Dickson              |
| 4.     | Vesttyskland | Klaus Kanz       | Manfred Schulze   | Manfred Rösgen  | Adalbert Mayer            |
| 5.     | Schweiz      | Roland Schneider | Michael Müller    | Denis Schneider | Rolf Gautschi             |
| 6.     | Frankrig     | Pierre Boan      | Jean-Louis Sibuet | Maurice Mercier | Georges Panisset          |
| 7.     | Danmark      | Mogens Olsen     | John Christiansen | Jørn Blach      | Erik Kelnæs               |
| 8.     | Italien      | Leone Rezzadore  | Andrea Pavani     | Enea Pavani     | Carlo Constantini         |

## Kvinder
De syv deltagende hold mødtes først alle-mod-alle (round robin-kampe), hvilket gav seks kampe til hvert hold. De to bedste hold efter round robin-kampene spillede finale om europamesterskabet.

### Round robin
| Draw | Kamp                   | Res.  | Kamp                 | Res.  | Kamp                    | Res.  |
| ---- | ---------------------- | ----- | -------------------- | ----- | ----------------------- | ----- |
| 1    | Italien - Vesttyskland | 9-7   | Skotland - Frankrig  | 8-5   | Sverige - Norge         | 9-5   |
| 2    | Schweiz - Italien      | 11-60 | Frankrig – Norge     | 11-30 | Skotland – Vesttyskland | 15-70 |
| 3    | Sverige – Schweiz      | 10-60 | Norge – Vesttyskland | 10-50 | Frankrig – Italien      | 11-50 |
| 4    | Skotland – Norge       | 10-60 | Sverige – Italien    | 9-4   | Schweiz – Vesttyskland  | 10-40 |
| 5    | Norge – Italien        | 10-60 | Skotland – Schweiz   | 9-4   | Sverige – Frankrig      | 12-50 |
| 6    | Skotland – Italien     | 10-20 | Schweiz – Frankrig   | 10-70 | Sverige – Vesttyskland  | 14-00 |
| 7    | Schweiz – Norge        | 16-00 | Sverige – Skotland   | [ 1 ] | Vesttyskland – Frankrig | 8-4   |

| Plac. | Hold         | Vundne | Tabte |
| ----- | ------------ | ------ | ----- |
| 1.    | Skotland     | 5      | 0     |
| 2.    | Sverige      | 5      | 0     |
| 3.    | Schweiz      | 4      | 2     |
| 4.    | Frankrig     | 2      | 4     |
| 5.    | Norge        | 2      | 4     |
| 6.    | Italien      | 1      | 5     |
| 7.    | Vesttyskland | 1      | 5     |

### Finale
| Dato   | Kamp               | Res. |
| ------ | ------------------ | ---- |
| 14.12. | Skotland - Sverige | 8-7  |

### Samlet rangering
| Plac.  | Hold         | 4                 | 3                         | 2                  | 1                   |
| ------ | ------------ | ----------------- | ------------------------- | ------------------ | ------------------- |
| Guld   | Skotland     | Betty Law         | Jessie Whiteford          | Beth Lindsay       | Isobel Ross         |
| Sølv   | Sverige      | Elisabeth Branäs  | Eva Rosenhed              | Britt-Marie Lundin | Anne-Marie Ericsson |
| Bronze | Schweiz      | Berty Schriber    | Marcelle Muheim           | Madeleine Buffoni  | Liselotte Schriber  |
| 4.     | Frankrig     | Paulette Delachat | Suzanne Parodi            | Erna Gay           | Francoise Duclos    |
| 5.     | Norge        | Herborg Pettersen | Bente Hoel                | Åse Wilhelmsen     | Anne Sofie Bjaanæs  |
| 6.     | Italien      | Nella Alvera      | Maria-Grazzia Constantini | Marina Pavani      | Tea Valt            |
| 7.     | Vesttyskland | Sibylle Pokorn    | Valentina Fischer-Weppler | Irmi Wagner        | Gertraud Kramer     |